# Мерседес Моне
Мерседес Кестнер-Варнадо (родена на 26 януари 1992) е американска професионална кечистка. Понастоящем работи с All Elite Wrestling (AEW) под сценичното име Мерседес Моне, където е настоящата Шампионка на TBS.
Тя първоначално придоби популярност за работата си като Саша Банкс в WWE, където е бивша Шампионка при жените на Разбиване, бивша Шампионка при жените на NXT и петкратна Шампионка при жените на Първична сила. Позната е също така и за работата си като Моне в New Japan Pro-Wrestling (NJPW), където е бивша Шампионка при жените на IWGP и бивша Шампионка при жените на Strong. Преди това се бие в независимите компании под сценичното име Мерседес Кей Ви, най-често в Chaotic Wrestling, където тя беше носителка на Титлата при жените на Chaotic Wrestling. Варнадо е първа братовчедка на рапъра Снуп Дог, който и помага с изграждането на нейната личност на ринга.

## В кеча
- Финални ходове
  - Като Саша Банкс
    - Банкуването[7] (Straight jacket neckbreaker slam)[8][9][10] – 2013–2014; използван като ключов ход
    - Bank Statement[11] (Bridging crossface, често превърнат от double knee backbreaker)[12] – 2014 –

  - Като Мерседес Кей Ви
    - Roundhouse kick[1]
    - Wheelbarrow bulldog[1]
- Ключови ходове
  - Diving double knee drop, на опонент, застанал между обтегачите[13][14][15]
  - High knee, на опонент, застанал в ъгъла[16][17]
  - Japanese arm drag[1][18]
  - Monkey flip[1][19]
  - Многобройни forehand chops[1][18][20][21]
  - Версии на тушове
    - Crucifix[22][23]
    - Превъране, понякога докато прави мост[18][20][21][24]
    - Small package[8][17][25]
    - Wheelbarrow victory roll[8][18][26]

  - Reverse chinlock[8][9] с bodyscissors[8][9][17]
  - Springboard arm drag[18][19][20][21]
  - Straight jacket,[14][15][27] понякога последвано от double knee backbreaker[28][29][30]
  - Suicide dive[28][29]
  - Суперплекс[28][29]
  - Tilt-a-whirl headscissors takedown[1][24][25][31]
- Прякори
  - „Шефката“[9]
- Входни песни
  - "Fastest Girl Alive" (instrumental) на David W. Ayers[32] (NXT; 2013/2014)
  - Sky's the Limit нс CFO$[33] (NXT/WWE; 28 август 2014–present)
  - "Amazing" на CFO$ с участието на Тринити Фату[34] (13 юли 2015 – 9 януари 2016; използвана като част от Отбор Лоши)
  - "Unity" на CFO$ с участието на J-Frost[35] (9 януари 2016 – 1 февруари 2016; използвана като част от Отбор Лоши)

## Титли и отличия
- All Elite Wrestling
  - Шампионка на TBS (1 път, настояща)[36]
- Chaotic Wrestling
  - Шампионка при жените на Chaotic Wrestling (1 път)[37]
- Independent Wrestling Entertainment
  - Шампионка при жените на IWE (1 път)[38]
- Ring Wars Carolina
  - Шампионка без граници на RWC (1 път)[1][39]
- Pro Wrestling Illustrated
  - Мач на годината (2015) срещу Бейли на Завземане: Респект
  - Жена на годината (2015)
  - PWI я класира като 3 топ 50 индивидуални кечистки в PWI Female 50 през 2015[40]
- Rolling Stone
  - Бъдеща Дива на година (2015)[41]
  - Мач на NXT на годината (2015)[41]срещу Бейли Завземане: Бруклин
  - Вражда за титла на годината, NXT (2015)[41]срещу Бейли за Титлата при жените на NXT
- Wrestling Observer Newsletter
  - Най-лошата вражда на годината (2015) Отбор Пи Си Би срещу Отбор Лоши срещу Отбор Бела[42]
- WWE NXT
  - Шампионка при жените на NXT (1 път)[22]
  - Крайно-годишните награди на NXT (1 път)
    - Мач на годината (2015) срещу Бейли на Завземане: Бруклин[43]
- WWE
  - Шампионка при жените на Първична сила (5 пъти)[44]
  - Шампионка при жените на Разбиване (1 път)[45]
  - Отборна шампионка при жените (3 пъти)[46]
- New Japan Pro-Wrestling (NJPW)
  - Шампионка при жените на IWGP (1 път)[47]
  - Шампионка при жените на Strong (1 път)[48]